# Buslijn 1 (Kortrijk Station - Xpo - AZ Groeninge)
Buslijn 1 in Kortrijk verbindt de eindhaltes busterminal 4 aan het station en AZ Groeninge. Op die manier vormt zij een belangrijke noord-zuidverbinding van de binnenstad tot Hoog-Kortrijk en het Kennedeypark. Lijn 1 start aan het station en rijdt langs de Doorniksewijk en het President Kennedypark (met onder meer Leiedal) en eindigt aan het AZ Groeninge op het stadsdeel Hoog-Kortrijk. Ze vormt een belangrijke verbinding tussen het station enerzijds en Kortrijk Xpo en het bioscoopcomplex Kinepolis anderzijds. Naar aanleiding van de opening van de nieuwe campus van het AZ Groeninge aan de President Kennedylaan werd lijn 1 vanaf 19 april 2010 verlengd en werd de eindhalte Leiedal vervangen door AZ Groeninge.

## Geschiedenis
Tot eind 1998 bestond lijn 1 uit het traject Station - Olmenlaan - Station. Deze lijn had toen slecht een 30 minuten-frequentie.
Op 1 december 2005 werden een aantal grondige wijzigingen doorgevoerd binnen het Kortrijkse stadsbusnet: de toenmalige Lijn 12 werd opgesplitst in lijnen 3 (Station - Heule Bozestraat), lijn 12 (Station - Xpo - Bellegem - Rollegem - Aalbeke) en de nieuwe lijn 1 (Station - Kinepolis).
De voormalige lijn 1 (langsheen de Olmenlaan) kreeg aldus een nieuw tracé en werd hernummerd naar lijn 9. Deze nieuwe lijn 9 kreeg een 20 minuten-frequentie.
Niettegenstaande het vrij korte traject, is deze lijn, door zijn rechtstreekse verbinding tussen binnenstad en het stadsdeel Hoog Kortrijk (waar zich het evenementen- en beurzencomplex Kortrijk Xpo, het AZ Groeninge en diverse hogescholen en de Kortrijkse universiteit bevinden) een erg druk gefrequenteerde lijn van het stadsnet. Sinds eerste fase van de invoering van het nieuwe net in juli is het kleur van het nummer gewijzigd en vanaf 6 januari zijn er een paar halte gewijzigd aan deze lijn

## Rollend materieel
Op lijn 1 worden volgende bussen ingezet:
- VDL Citea
- Van Hool NewA309
- Jonckheere Transit 2000 Midi

## Traject buslijn 1
De huidige buslijn 1 van het Kortrijkse stadsbusnet heeft de volgende haltes:
|  |  |   |  |  | Halte                   | Aansluitingen | Aansluitingen | Aansluitingen | Aansluitingen |         |
|  |  | - |  |  | ----------------------- | ------------- | ------------- | ------------- | ------------- | ------- |
|  |  | o |  |  | Busterminal 3 perron 32 | NMBS          |               |               |               |         |
|  |  | o |  |  | Toekomststraat          | 2             | 12            | 101           | 102           |         |
|  |  | o |  |  | Sint-Rochuskerk         | 2             | 10            | 101           | 102           |         |
|  |  | o |  |  | Kanon                   | 2             | 10            | 101           | 102           |         |
|  |  | o |  |  | Walle                   | 2             | 10            | 101           | 102           |         |
|  |  | o |  |  | Xpo                     | 2             | 10            | 101           | 102           | flexbus |
|  |  | o |  |  | P&R Kinepolis           | flexbus       |               |               |               |         |
|  |  | o |  |  | President Kenedypark    | flexbus       |               |               |               |         |
|  |  | o |  |  | AZ Groeninge            | flexbus       |               |               |               |         |

*: Lijn 1 stopt ook aan busterminal 4 om passagiers te laten uitstappen, ook al staat deze halte niet op de dienstregeling.

## Kleur
De kenkleur van deze lijn is blauw met zwarte letters.